# Ukrainska rymdstyrelsen
Ukrainska rymdstyrelsen (på ukrainska:Національне космічне агентство України) är Ukrainas myndighet för rymdfart.